# Herminia derivalis
Herminia derivalis är en fjärilsart som beskrevs av Jacob Hübner 1796. Herminia derivalis ingår i släktet Herminia och familjen nattflyn. Inga underarter finns listade i Catalogue of Life.